# James Patterson Lyke

Escudo de armas del arzobispo James Patterson Lyke.

James Patterson Lyke, OFM (18 de febrero de 1939, Chicago, Illinois - 27 de diciembre de 1992, Atlanta, Georgia) fue una de un franciscano y fraile afroamericano, que se convirtió en el cuarto Arzobispo de Atlanta. 
El Lema episcopal: CHRISTUS PAX (traducción:Cristo, nuestra paz), tomado de Efesios 2: 13-14 
Lyke se unió a la Orden de Frailes Menores en 1959. Fue ordenado el 24 de junio de 1966. 
Obtuvo un Bachillerato en Artes en Filosofía, en Our Lady of Angles House (en Quincy College, Quincy, Illinois), una Maestría en Divinidad, en el Seminario Teológico San José en Teutopolis, Illinois, y un doctorado en Teología en la Union Graduate School en Cincinnati, Ohio.

## Servicio episcopal
Lyke fue nombrado Obispo titular de Furnos Maior y obispo auxiliar de la Diócesis de Cleveland por el Papa Juan Pablo II el 30 de junio de 1979 y, después fue obispo auxiliar, de la Diócesis de Cleveland (1 de agosto de 1979 - 10 de julio de 1990 ). Fue el Administrador Apostólico de la Arquidiócesis de Atlanta (10 de julio de 1990 - 30 de abril de 1991) y el Arzobispo de Atlanta (30 de abril de 1991 - 27 de diciembre de 1992).

## Asignaciones del Ministerio
- Maestro de Religión, Franciscan High School (Parma, Ohio)

1968 - 1977 (Memphis, Tennessee)
- Pastor, Iglesia Santo Tomás

1977-1979 (Grambling, Luisiana)
- Pastor, Iglesia de San Benedicto el Negro
- Capellán, Newman Center (campus del ministerio) en la Universidad Estatal Grambling

1979-1990 (Cleveland, Ohio)
obispo auxiliar de la Diócesis de Cleveland
- Vicario episcopal para la región urbana de la Diócesis de Cleveland: 73 parroquias, 50 escuelas primarias católicas, 7 escuelas secundarias católicas, 21 agencias de servicio social, 140,00 feligreses

1990-1992 (Atlanta, Georgia)
- Arquidiócesis de Atlanta

| Predecesor: Eugene Antonio Marino | Arzobispo de Atlanta 1990–1992 | Sucesor: John Francis Donoghue |

- Datos: Q2783038
- Multimedia: James Patterson Lyke / Q2783038